# Микроасковые
Микроасковые (лат. Microascales) — порядок аскомицетовых грибов класса Sordariomycetes. Это грибы-сапрофиты, живущие в почве, гниющей растительности и испражнениях. Некоторые виды являются патогенными по отношению к растениям, например, Ceratocystis fimbriata, который передаётся живому дереву посредством жуков и вызывает увядания какао, а также много других серьёзных заболеваний. Виды рода Pseudallescheria, из семейства Microascaceae, являются патогенными для человека, к примеру Pseudallescheria boydii, который может вызвать бронхолёгочные заболевания.

## Систематика
В порядке имеются роды, которые не входят в состав ни одного семейства этого порядка (Incertae sedis):
- Bisporostilbella
- Sphaeronaemella
- Viennotidia